# Inwestytura
Inwestytura (łac. induere vestimentis – „przyobleczenie, ubranie”) – nadawanie wasalowi dóbr seniora, przy zachowaniu ceremoniału i zasad prawa lennego.
Wyróżnia się inwestyturę świecką, duchowną, terytorialną oraz szkolną.
Przed odbyciem inwestytury wasal składał przysięgę na wierność seniorowi, symbolem przyjęcia przysięgi było wręczenie wasalowi przez seniora przedmiotu symbolizującego przekazanie władzy podległej.

## Inwestytura świecka
Była to ceremonia nadania lenna, odbywająca się po złożeniu przez wasala hołdu lennego i przysięgi na wierność. W czasie inwestytury wasal klękał i otrzymywał od seniora przedmiot symbolizujący przekazywane lenna: najczęściej w formie sztandaru, lancy, włóczni, dokumentu zawartej umowy oraz bryłki ziemi.

## Inwestytura duchowna
Było to nadawanie władzy hierarchom kościelnym poprzez wręczenie pierścienia biskupiego i pastorału, które po ich śmierci musiały być zwracane panującym. Nadanie to było połączone z powierzeniem znaczącego beneficjum.
W XI w. doszło na tym tle do sporu o inwestyturę pomiędzy papieżem Grzegorzem VII a cesarzem rzymskim Henrykiem IV, gdyż obie strony rościły sobie wyłączne prawo do inwestytury biskupów. Ugodę osiągnięto w konkordacie wormackim w 1122 roku.

## Inne znaczenia
Inwestyturą nazywa się także kanoniczne przyjęcie członka do zakonu rycerskiego, połączone ze składaniem ślubów oraz otrzymaniem insygniów od zakonników.